# Llista de municipis de la Guaiana Francesa

Mapa dels municipis de la Guaiana Francesa

La regió d'ultramar de la Guaiana Francesa està dividida en 22 comunes. La llista següent dona a cada un el seu codi postal, el codi INSEE i el seu alcalde.
| Nom                        | Codi postal | Codi Insee | Alcalde                   |
| -------------------------- | ----------- | ---------- | ------------------------- |
| Apatou                     | 97317       | 97360      | Paul Dolianki             |
| Awala-Yalimapo             | 97319       | 97361      | Jean-Paul Fereira         |
| Camopi                     | 97330       | 97356      | René Monerville           |
| Cayenne                    | 97300       | 97302      | Rodolphe Alexandre        |
| Grand-Santi                | 97340       | 97357      | Paul Martin               |
| Iracoubo                   | 97350       | 97303      | Daniel Mangal             |
| Kourou                     | 97310       | 97304      | Jean-Etienne Antoinette   |
| Macouria                   | 97355       | 97305      | Serge Adelson             |
| Mana                       | 97360       | 97306      | Georges Patient           |
| Maripasoula                | 97370       | 97353      | Tobbie Balla              |
| Matoury                    | 97351       | 97307      | Jean-Pierre Roumillac     |
| Montsinéry-Tonnegrande     | 97356       | 97313      | Patrick Lecante           |
| Ouanary                    | 97380       | 97314      | Eric Rozé                 |
| Papaïchton                 | 97340       | 97362      | Richard Lobi              |
| Régina                     | 97390       | 97301      | Justin Anatole            |
| Rémire-Montjoly            | 97354       | 97309      | Jean Ganty                |
| Roura                      | 97311       | 97310      | David Riché               |
| Saint-Élie                 | 97312       | 97358      | Charles Ringuet           |
| Saint-Georges-de-l'Oyapock | 97313       | 97308      | Fabienne Mathurin-Brouard |
| Saint-Laurent-du-Maroni    | 97320       | 97311      | Léon Bertrand             |
| Saül                       | 97314       | 97352      | Hermann Charlotte         |
| Sinnamary                  | 97315       | 97312      | Jean-Claude Madeleine     |

## Pobles i llogarrets
Hi ha un nombre de llogarets i viles no constituïts en municipi, i formen part de les comunes anteriors. Algunes ja no estan habitats en l'actualitat. Hi ha entre altres:
- Akouménaye
- Alicoto
- Antécume-Pata
- Bélizon
- Bienvenue (Guyane)
- Cacao
- Citron
- Clément
- Cormontibo
- Coulor
- Délices
- Gare Tigre
- Guisanbourg
- Javouhey
- Kaw
- La Forestière (Guaiana Francesa)
- Malmanoury
- Oscar
- Ouaqui
- Paul Isnard
- Pointe Béhague o Coumarouman
- Pointe Isère
- Rochambeau
- Saint-Jean-du-Maroni
- Tonate
- Trou-Poisson